# Горки (Шуришкарський район)
Го́рки (рос. Горки) — село у складі Шуришкарського району Ямало-Ненецького автономного округу Тюменської області, Росія. Адміністративний центр Горківського сільського поселення.
Населення — 1953 особи (2010, 1808 у 2002).
Національний склад станом на 2002 рік: росіяни — 51 %, ханти — 24 %, комі — 11 %.